# Dach kopulasty

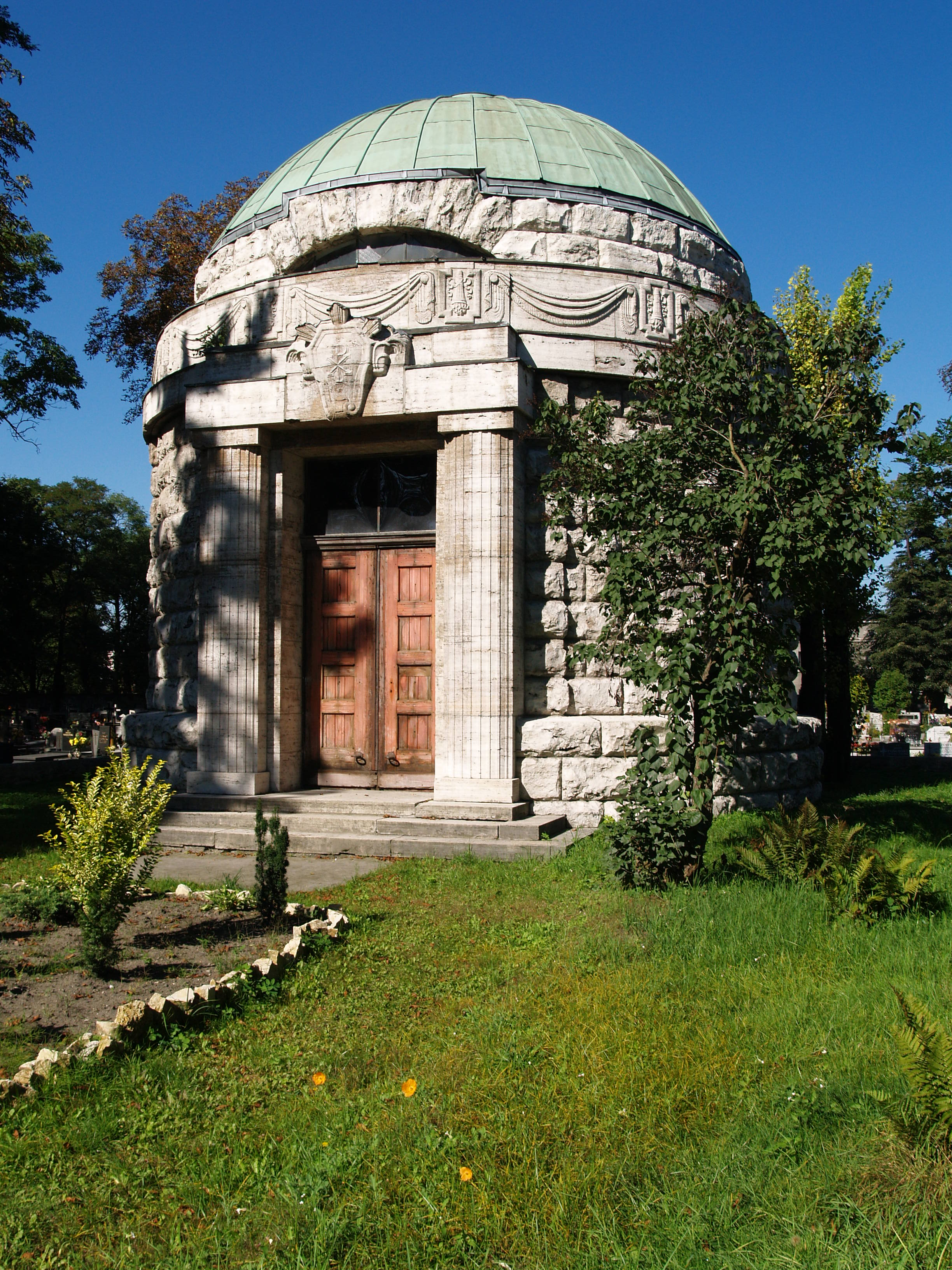
Dach kopulasty na mauzoleum Dietlów w Sosnowcu

Dach kopulasty – dach w kształcie kopuły o różnym kształcie (np. wielobok, kopuła obrotowa, żebrowa) najczęściej w postaci czaszy.